# Skidorientering
Skidorientering är orientering på skidor, förkortas SkidO. I skidorientering väljer man inte en helt egen väg genom skogen utan det finns skidspår av varierande kvalité och bredd att välja mellan (även om det är tillåtet att åka utanför de markerade spåren). I skidorientering åker man i fristil men på smala spår blir skäret kortare på grund av bredden, därför finns det en typisk skidorienterings-stil som är en blandning av klassisk stakning och fristil med korta steg.
Tidigare genomfördes tävlingarna på snö- och istäckta skogsbilvägar, vilket ledde till att fristilstekniken utvecklades tidigt bland skidorienterarna. Numera körs tävlingarna i preparerade skidspår, men fortfarande med ett orienteringsmoment som skiljer sporten från vanlig längdskidåkning. Sporten har vid flera tillfällen ingått bland de grenarna i den årligen arrangerade SM-veckan.

## Historia
Skidorientering kan kopplas samman med de allra första försöken till skidåkning. Skidorientering blev tävlingsidrott i slutet av 1800-talet, det vill säga ungefär samtidigt som längdskidåkningen, men hette ursprungligen budkavlelöpning och kunde försiggå såväl till fots som på skidor. År 1887 höll skidklubben SK Vidar i Sundsvall i Sverige den första kända tävlingen i skidorientering. Men den tävling som kom att medföra skidorienteringens genombrott var Skidfrämjandets budkavletävling år 1900. I denna tävling fick åkarna fritt välja väg mellan kontrollerna.
Tävlingarna på den här tiden var ganska så långa och utdragna. Den första budkavlen hade till exempel start i Bollnäs, växlar i Hudiksvall och Sundsvall samt mål i Härnösand. Den banan var 175 kilometer lång och det segrande laget, Härjedalens IF, vann på drygt 28 timmar. Det är kortare banor och vinnartider i dag.
SM i budkavlelöpning på skidor anordnades första gången 1910.
Skidorientering godkändes 1949 av IOK men ännu har ingen OS-arrangör tagit med grenen på sitt program. Världsmästerskapen hade premiär 1975.
Fram till den 30 juni 2011 var den svenska skidorienteringen en gren inom Svenska Skidförbundet, men flyttades då över till Svenska Orienteringsförbundet. Innan flytten var det bara i Sverige och Danmark som skidorienteringen inte tillhörde det nationella orienteringsförbundet.

## Hjälpmedel
Kartan som används vid skidorientering skiljer sig mycket från den som används vid vanlig orientering. På en skidorienteringskarta finns färre detaljer än på en karta för fotorientering. Kartan har ljusgröna linjer som markerar var det finns skidspår. De gröna linjerna finns i olika varianter som indikerar åkhastigheten i skidspåren (kvalité och bredd), där en tjock linje är ett brett spår som är preparerat av pistmaskin, en streckad linje är ett spår som är smalt men preparerat av skoter, och en prickad linje är ett spår som är väldigt smalt och bara preparerat med skidor. För att kunna läsa kartan samtidigt som man åker skidor har skidorienterare ett kartställ som fästs på magen med hjälp av en sele.
Skidor och stavar används precis som i längdåkning. Eftersom skidorientering åks i fristil används skateskidor utan fästvalla, och skidorna är lite kortare än i längdåkning. Man använder också lite kortare stavar i skidorientering för att få full effekt av stakningen, främst i uppförsbackar.
Kompass används ofta av skidorienterare.
Ett stämplingssystem används för att bevisa att man hittat alla kontroller. Idag används elektroniska system som Sportident eller Emit. För att slippa stanna vid varje kontroll och tappa fart så används oftast ett så kallat "touch-free"-system vilket innebär att åkarna kan svepa med handen i närheten av kontrollen för att stämplingen ska registreras.

## Framgångsrika svenska skidorienterare
- Åsa Zetterberg
- Claes Berglund
- Anders Björkman
- Marianne Bogestedt
- Stina Grenholm
- Arja Hannus
- Lena Hasselström
- Björn Lans
- Tomas Löfgren
- Örjan Svahn
- Annika Zell
- Sven-Olof Bergvall
- Erik Mases
- Erik Rost
- Peter Arnesson
- Tove Alexandersson
- Hanna Lundberg
- Harald Tirén